# Hermsdorf (Turyngia)
Hermsdorf – miasto w Niemczech, w kraju związkowym Turyngia, w powiecie Saale-Holzland, siedziba wspólnoty administracyjnej Hermsdorf. W 2009 miasto liczyło 8479 mieszkańców.
W mieście znajduje się stacja kolejowa Hermsdorf-Klosterlausnitz.

## Współpraca
Miejscowości partnerskie:
- Grünstadt, Nadrenia-Palatynat
- Lahnstein, Nadrenia-Palatynat